# Airbus A310 MRTT
Airbus A310 MRTT (Multi Role Tanker Transport — «багатоцільовий дозаправник») є літаком-заправником, побудованим на базі Airbus A310. До розробки цієї модифікації A310 використовувався виключно як транспортний літак.

## Проєктування і розробка
Airbus A310 MRTT є військовим варіантом літака Airbus A310. Він розроблявся як дозаправник і військово-транспортний літак.
Переобладнання виконується виробником, EADS/Airbus. У число доробок входять:
- Встановлення двох вузлів дозаправлення в повітрі, по одному під кожним крилом
- Чотири додаткових паливних бака (плюс 28000 кг палива), доводять загальний запас палива до 78000 кг
- Пост оператора дозаправки для керування  процесом віддачі палива, камери зовнішнього огляду, військові радіостанції, зовнішні освітлювальні прилади. Для MRTT була розроблена система нічного відеоспостереження за процесом зближення і дозаправлення. Система, розроблена німецькою компанією FTI, працює як у видимому світлі, так і в інфрачервоному. Система, що отримала позначення Refuelling Monitor, була встановлена у 2008 р.
- Посилене крило і підлога
- Незначна переробка кабіни пілотів

Доопрацювання та проєктування систем були зроблені іспанською компанією ITD SA.
Першим одержувачем модифікації стала Luftwaffe, що замовила переробку чотирьох із семи своїх літаків A310. Канадські ВПС замовили переобладнання двох з п'яти своїх A310, що мають позначення CC-150 Polaris.
Тепер A310 MRTT використовують схему дозаправки «шланг-конус», однак EADS вклали 90 мільйонів доларів на дослідження та розробку штангової системи дозаправки, яку використовують ВПС США.
Оскільки модель A310 вже знята з виробництва, MRTT будується на базі цивільних літаків або машин A310, що вже використовуються у ВПС (такий варіант обрали ВПС Німеччини та Канади). Як танкер літак може нести приблизно той же об'єм палива, що і KC-135R. Кабіна більшого розміру забезпечує більшу універсальність, пропонуючи більший обсяг вантажного відсіку для перевезення вантажів, військ, командування або інших пасажирів і вантажу. Єдиною перешкодою, що не дозволяє літаку вважатися стратегічним заправником, є нездатність сідати на ґрунтові смуги. Airbus планує продавати цю модифікацію країнам, які планують замінити застарілі заправники на базі Boeing 707.
Вперше у військовій операції літак використовувався 4 лютого 2009 р., коли з нього була зроблена дозаправка трьох німецьких винищувачів Eurofighter Typhoon під час перельоту з Ростока на авіабазу в Індії.

ВПС Пакистану також замовили Airbus A310 MRTT

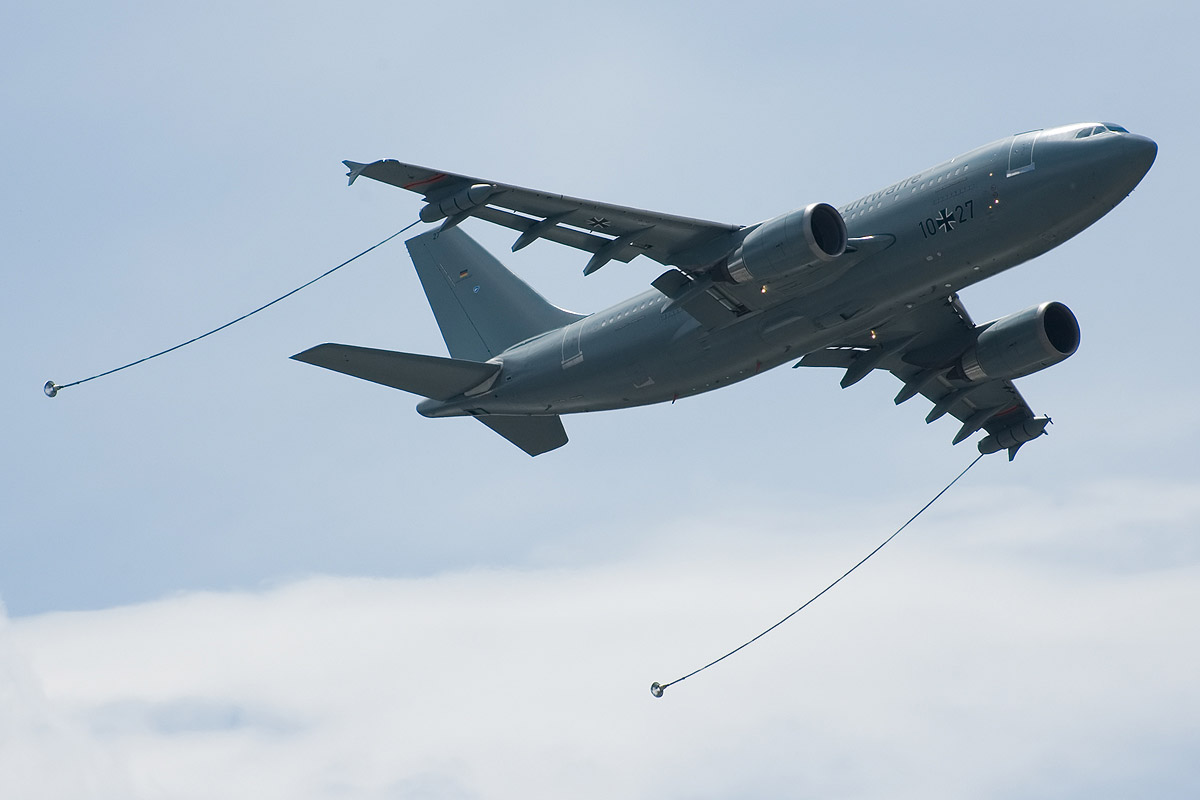
Airbus A310 MRTT Luftwaffe готовий до дозаправкі. Авіасалон в Ле-Бурже, 2007 р.
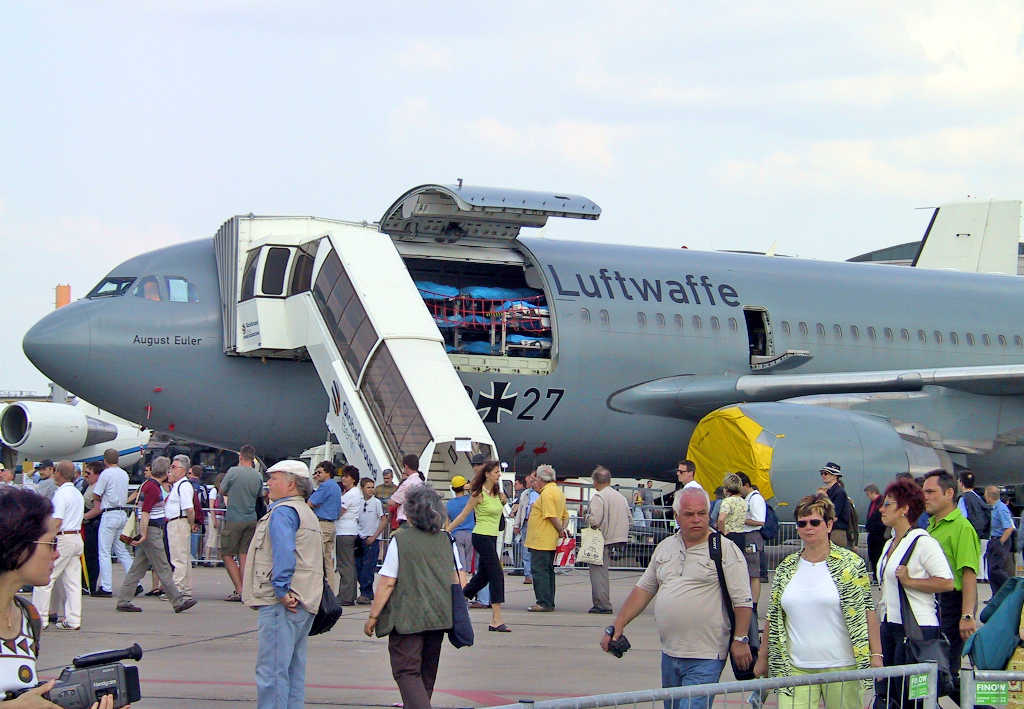
A310 MRTT Август Ейлер Luftwaffe
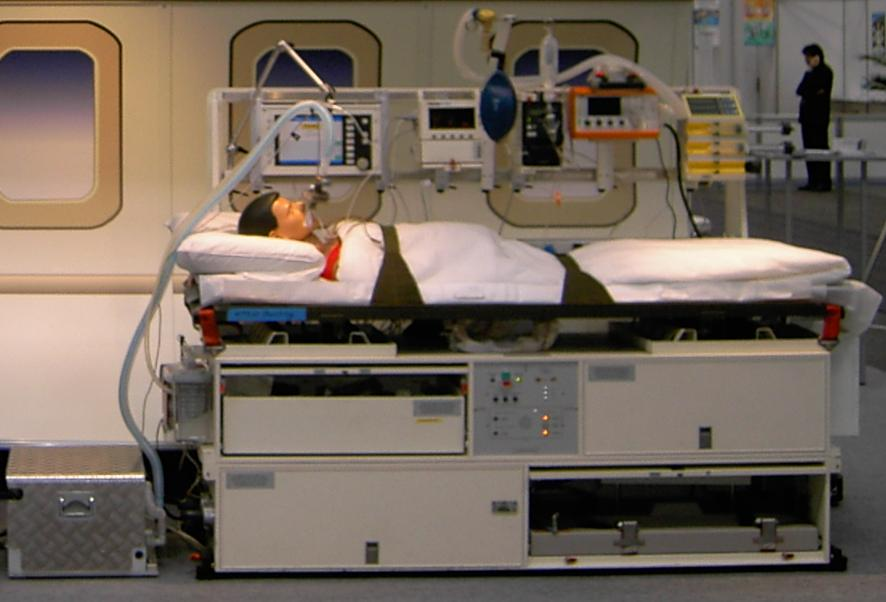
Санітарний літак
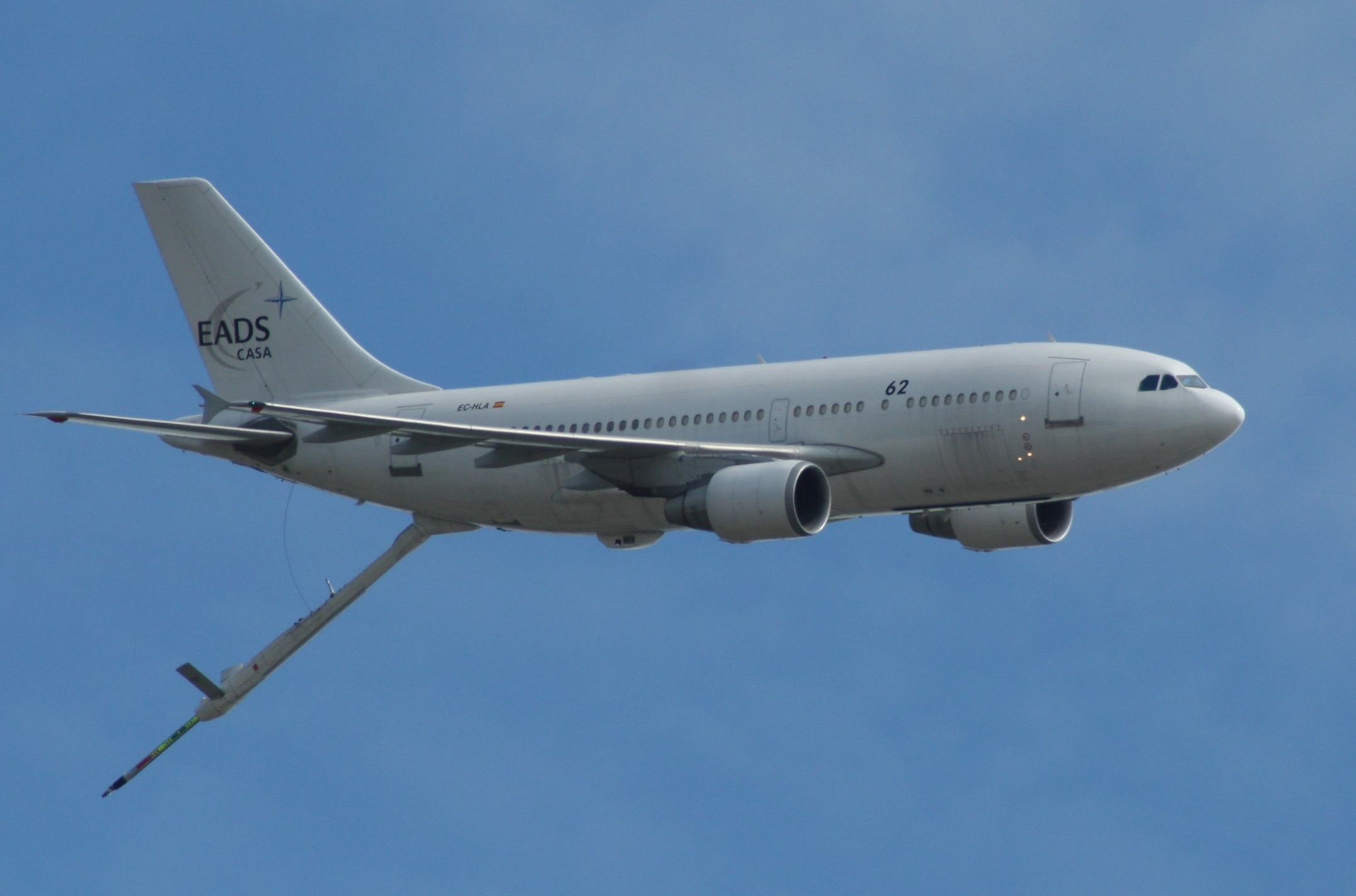
Демонстратор A310 MRTT, 2008 р.

## Технічні характеристики
Джерело: airforce-technology.com Jane's Aircraft Recognition Guide 5th ed.
Основні характеристики
- Екіпаж: 3 або 4 члени екіпажу (2 пілоти та інші члени екіпажу)
- Пасажиромісткість: 214 пасажирів
- Вантажопідйомність: 28 000 кг паливо/36 000 кг загальна
- Довжина: 47,4 м
- Висота: 15,8 м
- Розмах крила: 43,9 м

- Маса порожнього: 114 000 кг
- Максимальна злітна маса: 164 000 кг
- Силова установка: 2 × турбовентиляторний General Electric CF6-80C2
- Тяга: 2 × 262 кН

Льотні характеристики
- Максимальна швидкість: 978 км/год
- Практична дальність: 8 889 км

## Схожі літаки
- KC-135 Stratotanker
- Boeing KC-767